# Sanoe
Sanoe est une graphiste, illustratrice et dessinatrice de bande dessinée française née en 1982.

## Biographie
Parmi ses influences, Sanoe cite les mangas, Hayao Miyazaki et Gustave Doré. Elle étudie d'abord le droit pendant quelques années[Où ?][Quand ?] mais, estimant qu'il s'agit d'un mauvais choix d'orientation, elle rejoint l'école ECV à Bordeaux en section animation multimédia,. Diplômée en 2009, elle s'établit en graphiste indépendante et accepte « des boulots alimentaires pour pouvoir vivre ». 
En parallèle, elle lance quelques projets en fanzina , elle démarche les éditeurs ; elle entre en relation avec Nobi nobi !, qui lui propose d'illustrer un livre jeunesse d'Alice Brière-Haquet, Issunbôshi : le petit samouraï (paru en 2016). L'année suivante, sur un texte de Clémentine Ferry, elle livre Le bois sans dessus dessous et autres histoires conthées (éd. du Lumignon). La même année paraît sa première bande dessinée, La Grande Ourse, scénarisée par Elsa Bordier (Soleil Productions). Il s'agit d'un « conte fantastique » sur le deuil, bien accueilli par BDZoom mais plus froidement sur BoDoï et BD Gest'.
En 2019, de nouveau avec Elsa Bordier au scénario, elle signe Les Contes d'Alombrar, premier volume de la série Maléfices chez l'éditeur Jungle. Lors du festival Du vent dans les BD, l'ouvrage est primé dans la catégorie jeunesse. En parallèle, elle collabore de nouveau avec Clémentine Ferry et les éd. du Lumignon pour illustrer La maison Okola.
En 2020, elle s'associe avec Loïc Clément, qui scénarise pour elle Le silence est d'ombre,, un récit pour la jeunesse « traitant du délicat sujet du décès d'un enfant ».
Elle illustre en 2022 le premier tome de la série jeunesse Mémoires de la forêt, sur un scénario de Mickaël Brun-Arnaud, Les souvenirs de Ferdinand Taupe. L'ouvrage obtient le Prix Sorcières 2023, dans la catégorie Carrément Passionnant Mini.

## Œuvres
Sauf mention contraire, Sanoe est illustratrice des ouvrages.
- Issunbôshi : le petit samouraï, texte d'Alice Brière-Haquet, éd. Nobi nobi !, coll. « Soleil flottant », 2016  (ISBN 978-2-37349-062-6)
- Le bois sans dessus dessous et autres histoires conthées, texte de Clémentine Ferry, Éditions du Lumignon, 2017  (ISBN 978-2-9550244-9-2)
- La Grande Ourse, scénario d'Elsa Bordier,  Soleil Productions, coll. « Métamorphose », 2017  (ISBN 978-2-302-06392-1)
- La maison Okola, texte de Clémentine Ferry, Éditions du Lumignon, 2019  (ISBN 978-2-490022-04-5)
- Maléfices, scénario d'Elsa Bordier, éd. Jungle

1. Les Contes d'Alombrar, 2019  (ISBN 978-2-8222-2604-2)

- Le silence est d'ombre, scénario de Loïc Clément, Delcourt, coll. « Les contes des cœurs perdus », 2020  (ISBN 978-2-413-01971-8)
- Les magies de l'archipel, scénario de Estelle Faye, Nathan

1. Arcadia, 2022

- Les légendes du désert, avec Elsa Bordier, Jungle, 2022
- Lumière, avec Lylian, d'après le roman de Carole Trébor, Vents d'Ouest

1. Le voyage de Svetlana, 2022

- Les mémoires de la forêt, scénario de Mickaël Brun-Arnaud, éd. l'école des loisirs (collection neuf)

1. Les souvenirs de Ferdinand Taupe, 2022  (ISBN 978-2-211-31315-5)
2. Les carnets de Cornélius Renard, 2023

## Prix et distinctions
- 2020 : prix Du vent dans les BD, catégorie jeunesse destinée au 8-11 ans, pour Maléfices, tome 1 : Les Contes d'Alombrar, scénario d'Elsa Bordier[9].
- 2023 : Prix Sorcières[13], Catégorie Carrément Passionnant Mini pour Mémoires de la forêt, tome 1 : Les souvenirs de Ferdinand Taupe, sur un scénario de Mickaël Brun-Arnaud.